# Stewart (Ohio)
Stewart é um lugar designado pelo censo localizado no condado de Athens no estado estadounidense de Ohio. No Censo de 2010 tinha uma população de 247 habitantes e uma densidade populacional de 322,19 pessoas por km².

## Geografia
Stewart encontra-se localizado nas coordenadas 39° 18′ 29″ N, 81° 53′ 51″ O. Segundo o Departamento do Censo dos Estados Unidos, Stewart tem uma superfície total de 0.77 km², da qual 0.77 km² correspondem a terra firme e (0%) 0 km² é água.

## Demografia
Segundo o censo de 2010, tinha 247 pessoas residindo em Stewart. A densidade populacional era de 322,19 hab./km². Dos 247 habitantes, Stewart estava composto pelo 97.17% brancos, 0.81% eram afroamericanos, 0.81% eram amerindios, 0% eram asiáticos, 0% eram insulares do Pacífico, 0% eram de outras raças e o 1.21% pertenciam a duas ou mais raças. Do total da população 0% eram hispanos ou latinos de qualquer raça.